# Baillie Scott
Mackay Hugh Baillie Scott, född 1865, död 1945, var en brittisk arkitekt och formgivare.
Baillie Scott anslöt sig till William Morris och Arts and Craftsrörelsens tankar om harmoniskt skapade helhetsmiljöer och skapade lantbostäder med öppen rumsgruppering och rustik enkelhet i dekoren. Hans bostäder har ofta en delvis fast inredning med väggfasta bänkar och inbyggda skåp. Inredningarna är ofta målade i starka färger, inte sällan med reliefinläggningar av stiliserade blommor och fåglar. Baillie Scott formgav även silver.

### Fotnoter
1. 1 2  SNAC, SNAC Ark-ID: w6z34ht1, läs online, läst: 9 oktober 2017.[källa från Wikidata]
2. 1 2  Dictionary of Scottish Architects, Dictionary of Scottish Architects-ID: 201788, läst: 9 oktober 2017.[källa från Wikidata]
3. 1 2  The Peerage person-ID: p71801.htm#i718008.[källa från Wikidata]
4. ↑  Museum of Modern Arts webbsamling, MoMA konstnärs-ID: 25615, läs online, läst: 4 december 2019.[källa från Wikidata]
5. 1 2  abART, abART person-ID: 106816, läst: 1 april 2021.[källa från Wikidata]
6. ↑  The Peerage person-ID: p71801.htm#i718008, läst: 7 augusti 2020.[källa från Wikidata]
7. 1 2 3  Darryl Roger Lundy, The Peerage.[källa från Wikidata]